# Comitato Olimpico Peruviano
Il Comitato Olimpico Peruviano (noto anche come Comité Olímpico Peruano in spagnolo) è un'organizzazione sportiva peruviana, nata nel 1924 a Lima, Perù.
Rappresenta questa nazione presso il Comitato Olimpico Internazionale (CIO) dal 1936 ed ha lo scopo di curare l'organizzazione ed il potenziamento dello sport in Perù e, in particolare, la preparazione degli atleti peruviani, per consentire loro la partecipazione ai Giochi olimpici. L'associazione è, inoltre, membro dell'Organizzazione Sportiva Panamericana.
L'attuale presidente dell'organizzazione è José Quiñones Gonzàles, mentre la carica di segretario generale è occupata da Alfredo Deza.